# Joe Jordan
Joseph Jordan, mais conhecido como Joe Jordan, (Carluke, 15 de Dezembro de 1951) é um ex-futebolista e atualmente treinador de futebol escocês.

## Títulos
Leeds United
- Copa das Feiras: 1971
- Copa da Inglaterra: 1972
- Campeonato Inglês: 1974

Milan
- Copa Mitropa: 1982
- Serie B: 1983